# ササノハスゲ
ササノハスゲ Carex pachygyna はカヤツリグサ科スゲ属の植物の1つ。葉幅が広くてタガネソウに似るが小穂は球形をしている。

## 特徴
常緑性の多年生草本。地下の根茎は短く横に這い、緩やかな株を作る。また地下茎の節は球状に膨らむ。花茎は高さ20-30cmになり、葉はその高さを超えない。葉は広披針形で幅は10-40mmにも達し、全体にほとんど毛がない。基部の鞘は黄褐色から赤褐色に色づく。
花期は4-5月で、花茎の先端から5-15cmの範囲に、節ごとに2-3個の小穂が出て全体で4-6個の小穂がつく。小穂は頂生のものも側生のものもほぼ同型で、その下にある苞は仏縁苞のような形になり、基部は鞘状になっているが葉身は区別しがたい。より下方には茎葉があるが、その形は苞とほぼ同じである。
小穂はほぼ球形で長さ4-5mm、基部には長さ1-2cmの柄がある。雄雌性だが軸が短縮しているので雄花は先端というよりは中央におさまっており、雌花がその外側を囲むように配置する。雄花部は0.5cm以下で球形から広卵形。雄花鱗片は半透明で先端は鈍く尖っている。雌花は3-8個が雄花部を囲んでいる。雌花鱗片は半透明で先端は鈍く尖っているか鋭く尖る。果胞は倒卵形で雌花鱗片より長く、長さ2-2.8mm、幅1.2-1.5mm。表面は滑らかで多数の脈があり、先端はとても短い嘴となって小さく突き出し、その先端の口部は平らに切り落とした形になっている。痩果は密に果胞に包まれ、長さ1.5mmの楕円形をしている。柱頭は3つに分かれ、赤紫色で短い。
和名は笹の葉スゲで、葉の形による。

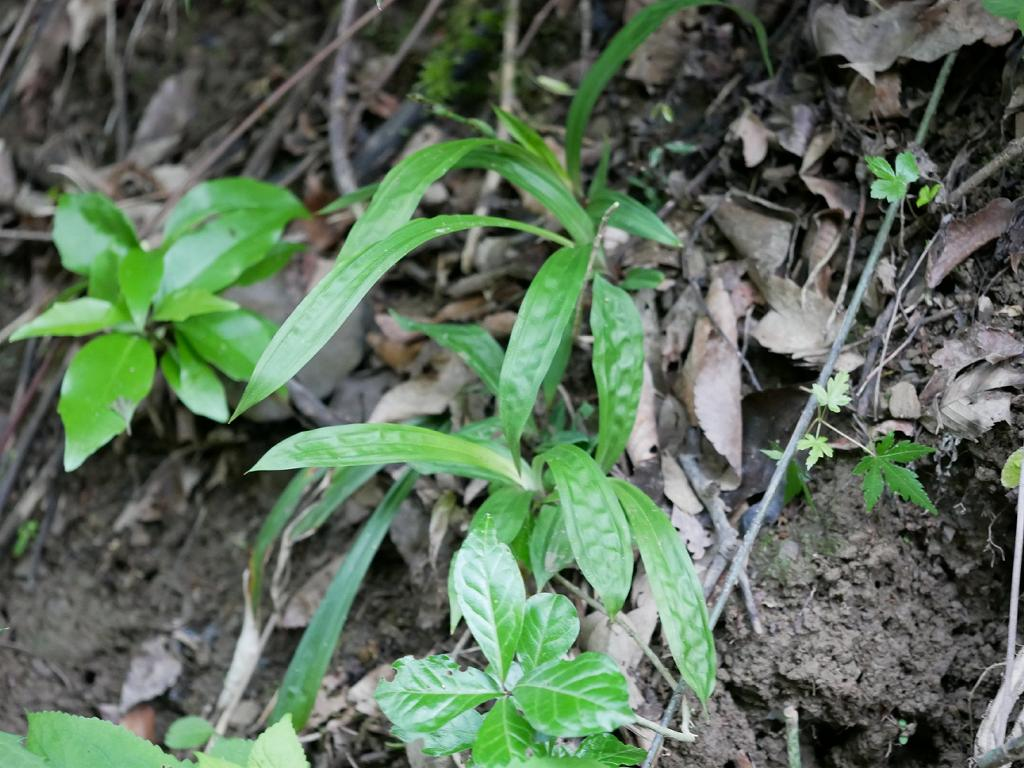
生えている様子
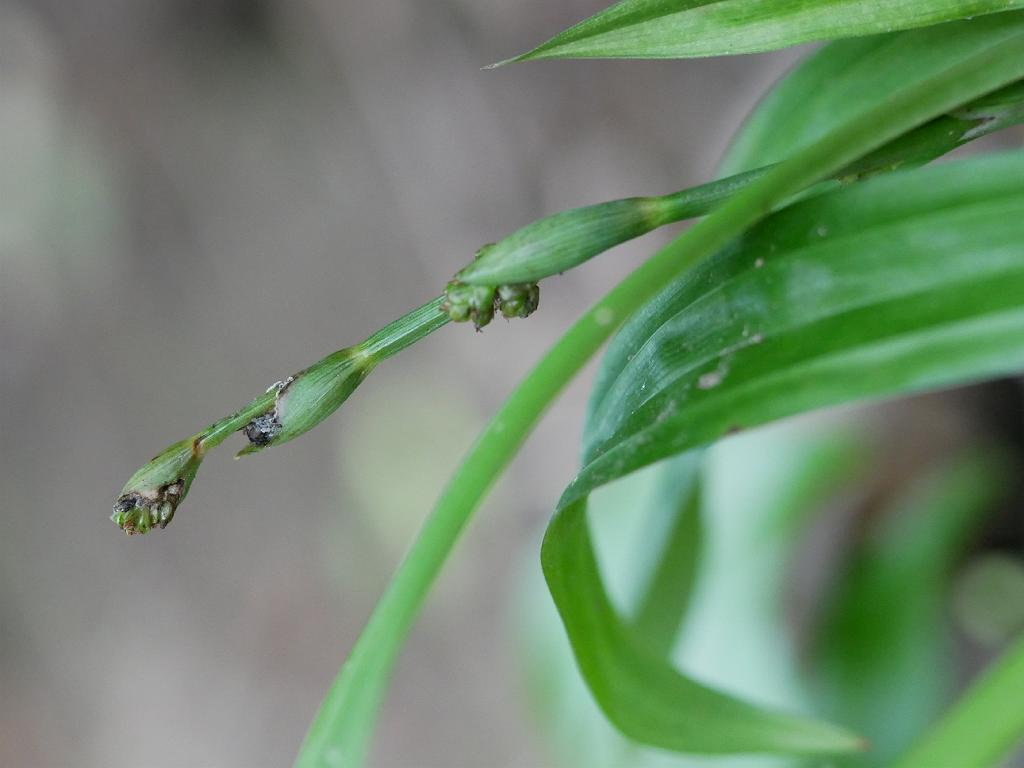
花序と小穂
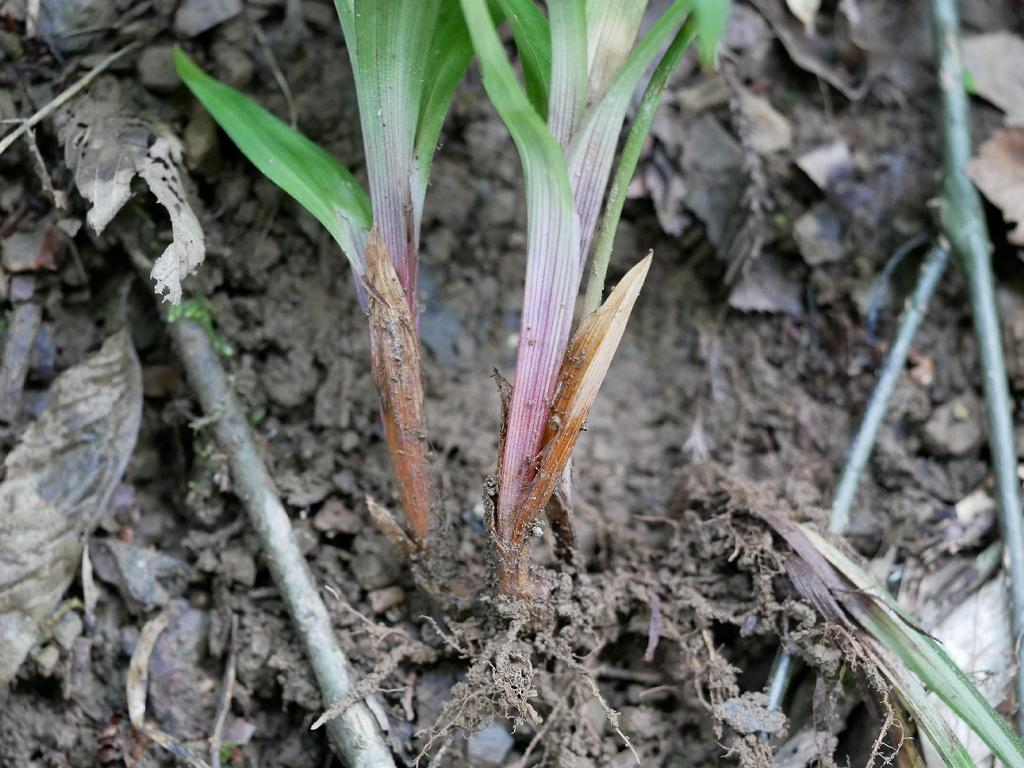
基部の鞘と根茎の様子

## 分布と生育環境
日本の固有種で、本州の近畿地方以西と四国にのみ知られる。
山地の樹林下や林縁に生える。

## 分類・類似種など
苞に鞘があり、各節から小穂を複数出し、小穂はすべて雄雌性で柱頭は3裂するなど、多くの特徴をタガネソウなどと共有し、タガネソウ節 Sect. Siderostictae とされている。この類はスゲ属の中で最も原始的な群であると考えられている。
本種はその葉が幅広くて広披針形である点でスゲ属では特殊であるが、これは同じ節のタガネソウ、ケタガネソウとも共通するものである。しかしこれらはその小穂が細長くなっており、本種のそれが球形になっていることで容易に区別できる。また本種はこれら2種が夏緑性であるのに対して常緑性であることからも見分けられる、またこれら2種は匍匐茎をよく伸ばし、まばらに拡がった群落を作るのに対して、本種は根茎があまり伸びないためにあまり広く拡がらず、まとまった集団となる。なお、本種の小穂は球形とタガネソウなどがつける細長い小穂とは外見が全く異なるが、これはタガネソウでは小穂の軸が長いのに対して本種ではそれがごく短くなっているだけで、それ以外の特徴は多分に共通している。

## 利害
野生植物であり、特に利害はない。近縁で姿も似ているタガネソウは山野草として栽培されることがあるが、本種については聞かない。
なお、星野他(2002)は岡山県限定のスゲ図鑑であるが、その表紙を飾っているのが本種で、この手の本では数種を組み合わせて表紙を賑わせる例が多い中、この書は本種の線図単独で表紙を飾っている。さらに見開きも本種の線図となっており、本種がいかにも愛されているものと思われる。

## 保護の状況
環境省のレッドデータブックには取り上げられていない。県別では高知県で絶滅危惧I類に指定されている。